# Wiens demografi
Wiens demografi omhandler befolkningsudvikling, -vækst, -sammensætning og lignende i Østrigs hovedstad Wien fra 1800-tallet og fremefter.

## Livskvalitet
I Wien har der i mange år været en massiv befolkningstilvækst, som især fandt sted i perioden fra omkring midten af det 19. århundrede ind til 1. verdenskrig, hvor indbyggertallet steg fra omkring 500.000 til godt 2 millioner. Der kom imidlertid et knæk på vækstkurven omkring de store verdenskrige og i tiden herefter samt ved den verdensomspændende økonomiske krise i 1929 i forbindelse med børskrakket, hvor befolkningstallet rent faktisk faldt. Befolkningstilvæksten i Wien skete på trods af, at størstedelen af de mennesker, der kom til byen, levede under særdeles hårde vilkår. 
Da Wiener kloakeringen blev lavet i 1890'erne, blev kloakkerne især i de kolde årstider tilflugtssted for tusinder af arbejds- og hjemløse. Flere tusinde mennesker fiskede i spildevandet efter omsættelige genstande, som kunne videresælges, og de kunne herved opretholde livet. Af dette skrækscenarium opstod det såkaldte Røde Wien, et socialdemokratisk styre, der bekæmpede de kummerlige vilkår og byggede flere opholdssteder for hjemløse samt fremkom med andre sociale tilbud. Desuden lod statsforvaltningen opføre tusinder af sociale boliger.
Det sociale boligbyggeri opstod imidlertid først i de første år af det 20. århundrede. Indtil da delte beboere ofte små lejligheder i boligkomplekser. Fra denne tid stammer således begrebet natlogerende, som er betegnelsen for mennesker, der på grund af pengemangel delte en seng i hold, når de arbejdede på forskellige tider af døgnet.
I dag er Wien en af de byer på verdensplan, der har den højeste livskvalitet.  Dertil bidrager også det store areal af grønne områder i byen (ca. 50%), det forholdsvis gode miljø, den høje sociale og politimæssige sikkerhed, et førsteklasses sundhedsvæsen, det højtudviklede uddannelsessystem, tætheden af kulturelle faciliteter, den effektive offentlige forvaltning, fritidskvaliteten og det veludbyggede net af offentlige transportmidler væsentligt.

## Indbyggertal
Indbyggertallene fra nærværende tabel beror på oplysninger fra Statistik Austria og er omregnet på Wien-området, som det ser ud i dag. 
I 1794/1795 blev der ved folketælling, som var blevet foretaget i Østrig siden 1757, for første gang optalt separate tal for Wien. Før, som i 1810 og 1821, var indbyggertallene fra Niederösterreich medregnet. Fra 1830 er befolkningstal fra Wien således gennemgående til rådighed. Fra 1869 blev der i hele Østrig hvert tiende år afholdt folketællinger, ved hvilke den tilstedeværende civilbefolkning blev talt. Først fra 1934 til 1981 blev den reelle bosatte befolkning talt. Tallene fra 1982 til 2001 viser årsgennemsnittet og siden 2002 er tallene blevet genereret på baggrund af det centrale folkeregister. 
Wien oplevede siden slutningen af det 18. århundrede en støt befolkningstilstrømning, dog mangedoblede tilvandringen fra midten af det 19. århundrede, da Wien alene mellem 1857 og 1869 fik omkring 218.000 nye indbyggere. I de næste 11 år voksede befolkningstallet med over 261.000 personer, hvoraf man kan henregne en tredjedel til fødselsoverskud og to tredjedele til tilvandring. Fra 1880 til 1890 var der endnu en stigning på 267.000 indbyggere, hvor forholdet mellem tilvandring og fødselsoverskud var 60% mod 40%. I de næste ti år fra 1890 til 1900 steg indbyggertallet sågar med 339.000 personer. Knap 49% deraf var at henføre til fødselsoverskudet. Grunden hertil var den tiltagende industrialisering og Wiens betydende stilling som kejserby (hovedstad) i den multietniske stat Østrig-Ungarn. Omkring 2,1 millioner befolkede Wien kort før udbruddet af den store krig (1. verdenskrig), og Wien var på daværende tidspunkt den fjerdestørste by i verden. Med opløsningen af det habsburgske rige mistede Wien også betydning, hvad angår tilvandring. Krigen kostede mange tusinder soldaterliv fra Wien. Tusinder af indvandrede mennesker udvandrede igen henholdsvis til deres hjemlande og de nye selvstændige stater, herunder især mange tjekker og ungarere.
Årene som hovedstad for en multietnisk stat har præget Wien varigt. Som før er byen en smeltedigel af mennesker med forskellig herkomst, kultur og religion. Ganske vist er efterfølgerne af de i sin tid tilvandrede i dag assimileret, og kun de slaviske eller ungarske efternavne er bevaret. Navne som Nowak, Dolezal, Navratil, Wewerka osv. er for længst blevet mikset sammen med tyske navne som Hofbauer, Maier, Haider osv. som typiske oprindelige wienernavne. Folk, der bærer disse navne, hører imidlertid til ur-wienerne, de gammelgroede indbyggere i byen, der anvender wiendialekt, som er sat sammen af mange gammel- og middelhøjtyske såvel som jiddische termer, men som meget sjældent bliver benyttet eller bare forstået af den yngre generation. Ved siden af den oprindelige wiendialekt er der siden enden af det 20. århundrede blevet talt en hævet Wien-dialekt.
Efter 1. verdenskrig havde Wien omkring 200.000 færre indbyggere end før. I mellemkrigstiden indvandrede omkring 104.000 personer til byen; fødselsunderskudet på 87.000 mennesker mellem 1923 og 1934 blev udlignet. I år 1934 talte Wien igen 1.935.881 indbyggere. Det lavere befolkningstal blev med dannelsen af Stor-Wien i forbindelse med indlemmelsen i det nazistiske Tyskland mere end kompenseret, selv om 140.000 jødiske wienere måtte forlade landet, og dertil blev 60.000 myrdet under krigen (antisemitisme og deportation). Af et blomstrende jødisk liv, frem for alt i 2. bezirk, Leopoldstadt, var der efter kort tid intet tilbage. Den af Adolf Eichmann udviklede terrormodel blev overført til hele riget.
Da krigen var slut, var befolkningstallet svundet ind til 1.616.125 mennesker. Mange wienere var faldet som soldater eller vendte aldrig tilbage efter krigsfangenskab. En femtedel af byen var fuldstændig ødelagt, og byen var desuden besat af allierede soldater. Indbyggertallet sank indtil år 1987 til 1.484.885 personer, det laveste indbyggertal siden 1890; siden da er indbyggertallet igen steget. Det beskedne fødselsoverskud har kun en lille del af æren for dette. I stedet må man tillægge stigningen i tilvandring af især udlændinge. I 1990'erne kom mange flygtninge fra Jugoslavien og Tyrkiet til Wien; især mange tyrkere og kurdere bosætter sig i Wien. Fra 1987 til 1994 indvandrede 61.000 mennesker til byen. Efter at antallet fra 1994 til 1998 igen var faldet svagt, steg de fra 1998 til slutningen af 2005 med omkring 85.000 tilflyttede.
I starten af 2007 boede 1,67 millioner mennesker i Wien. Ifølge den sidste folketælling fra 2001 var der kun 1,55 millioner wienere, hvoraf 23,63 % ikke var født i Østrig. 16,02 % af wienerbefolkningen er ikke-østrigske statsborgere. Omkring 48.000 mennesker er af tyrkisk herkomst og omkring 120.000 fra de tidligere jugoslaviske lande Kroatien, Bosnien-Hercegovina, Serbien og Slovenien, hvilket gør dem til den største (50 %) udenlandske befolkningsgruppe, såvel hvad angår statsborgerskab som fødselsland. Yderligere lande, hvorfra store befolkningsgrupper kommer fra, er tidligere Østbloklande, herfra især Polen (ca. 25.000), Tjekkiet (ca. 21.000), Ungarn (ca. 12.000) og Rumænien (ca. 10.000). Ud over det bor 26.000 tyske, 4.000 italienske, 3.000 amerikanske, 2.500 schweiziske borgere og omkring 12.000 mennesker fra øvrige EU-lande.
Siden 2000 vokser Wien med omkring 20.000 indbyggere per år. Ifølge Statistik Austria (2024) overskred Wien i år 2024 igen grænsen på 2 millioner indbyggere. Årsagen hertil er den stadige tilvandring (bl.a. af flygtninge fra Ukraine i 2022) og det stigende fødselstal, især blandt mennesker af udenlandsk herkomst.

## Oprindelige sproggrupper
Forskellige sproggrupper blev i Wien anerkendt som autoktone sproggrupper. Dette er de tjekkisktalende wienere, ungarsktalende, slovakisktalende samt de sinti- og romanitalende. 

## Befolkningsudvikling i "flæskebæltet"
Siden 1950'erne har flere boligtendenser været mærkbare i byområdet omkransende det centrale Wien. Hele regionen var plaget af fødselsunderskud, men det blev opvejet af tilflytninger udefra. I mange forstæder gjorde et regulært byggeboom sig gældende grundet tilflyttere. Med udviklingen af store industriområder syd for Wien blev tilvandringen yderligere eskaleret, men også fra Wien selv har tendensen til at flytte ud til de mere grønne randområder præget billedet i de sidste årtier. Der udviklede sig et såkaldt "flæskebælte" omkring hovedstaden, hvilket tiltrak personer fra blandt andet Niederösterreich, som til gengæld befolkningsmæssigt er gået tilbage.
Grunden til denne trend er delvis arbejdspladssituationen i de nordlige bydele af Niederösterreich, og delvis at især mange familier ønsker at flytte til roligere områder med grønne indslag. Denne trend har især gjort sig gældende siden 1980’erne begunstiget af kortere pendlertider både via veje og skinner.
Den statistiske afdeling for den niederösterreichiske delstatsregering forudser, at flere kommuner i bydelen Wien-Umgebung vil få en befolkningstilvækst på 5 – 10 % mellem 2005 og 2010. 
Grundet bosættelsestrenden i de seneste årtier er den massive pendlertrafik til og fra Wien blevet et stigende problem, eftersom de personer, der er flyttet til flæskebæltet, stadig råder over en arbejdsplads i Wien på trods af et stort antal arbejdspladser i industriområderne syd for byen.
Befolkningsudviklingen i Wiens oplandskommuner var hovedsageligt præget af stagnerende eller tilbagegående fødselsunderskud, såvel som kontinuerte eller stigende immigrationsrater. Indbyggertallene i oplandskommunerne begyndte hurtigt efter 2. verdenskrig at stige. Kun i enkelte kommuner bevirkede det høje fødselsunderskud indtil 1970’erne en stagnation i befolkningstilvæksten eller blot en lavere stigning.
Nedenstående tabel sammenligner befolkningstilvæksten fra 1951 og 1981 med hinanden. I tidsrummet fra 1981 til 2001 bliver en fødselsbalance og en vandringsbalance angivet. Derigennem kan man erkende, at en stor del af befolkningstilvæksten har fundet sted i 1980’erne i mange kommuner, der til dels kan takke Wien for dette. Derigennem kan man desuden se, at Klosterneuburg har oplevet en tilbagegang fra 1951 til 1981, hvorimod man har oplevet en tilvækst fra 1981 og frem. Det modsatte er at finde i kommunen Maria Enzerdorf, hvor en fremgang var at spore i den første periode og derimod en tilbagegang i den sidstnævnte periode, hvilket er meget usædvanligt for oplandskommunerne. 
Påfaldende er også, at Klosterneuburg, Mödling og også Pressbaum viser en tendens til meget høje fødselsunderskud, hvilket betyder færre unge familier og et højere aldersgennemsnit. Kommunen Neuburg udgør et særtilfælde, da der her findes et fødselsoverskud samt fraslytningstendenser, hvilket står i modsætning til de øvrige kommuner i Wiens opland. Udover det pendler kun en andel på 38,8 % af de erhvervsaktive i Neudorf, hvilket er den næstlaveste andel. Generelt er andelen af pendlere mod Wien lavere i de sydligt beliggende forstæder i forhold til de vestlige og nordlige, hvilket selvfølgelig kan tilskrives et højt antal arbejdspladser i den sydlige region.
| Befolkningstilvækst, Vandrings- og fødselsbalance i Wiens omegnskommuner: Ordnet efter befolkningstilvækst siden 1981 |                           |                          |           |                          |                       |                      |                |
| Afs. i km | Kommune                   | Bef.-tilv. 1981 til 2001 | Bef. 2001 | Bef.-tilv. 1951 til 2001 | Vandr.bal. siden 1981 | Føds.bal. siden 1981 | Pendl. m. Wien |
| 30,0 | Gänserndorf               | + 61 %                   | 7.928     | + 130 %                  | + 3.031               | - 19                 | 50,7 %         |
| 12,0 | Gerasdorf                 | + 56 %                   | 8.231     | + 137 %                  | + 3.068               | - 116                | 73,0 %         |
| 14,5 | Biedermannsdorf           | + 56 %                   | 2.904     | + 153 %                  | + 698                 | + 347                | 47,1 %         |
| 14,5 | Purkersdorf               | + 51 %                   | 7.762     | + 48 %                   | + 2.359               | + 256                | 64,9 %         |
| 15,5 | Gablitz                   | + 48 %                   | 4.393     | + 113 %                  | + 1.722               | - 291                | 64,8 %         |
| 15,5 | Laxenburg                 | + 47 %                   | 2.736     | + 134 %                  | + 1.019               | - 144                | 43,3 %         |
| 18,0 | Breitenfurt               | + 46 %                   | 5.323     | + 228 %                  | + 1.961               | - 279                | 61,9 %         |
| 14,5 | Groß-Enzersdorf           | + 42 %                   | 8.128     | + 66 %                   | + 2.170               | + 227                | 63,1 %         |
| 24,5 | Strasshof an der Nordbahn | + 41 %                   | 6.993     | + 59 %                   | + 2.136               | - 116                | 65,1 %         |
| 17,5 | Guntramsdorf              | + 38 %                   | 8.421     | + 55 %                   | + 2.325               | + 6                  | 35,9 %         |
| 18,0 | Deutsch-Wagram            | + 36 %                   | 6.808     | + 70 %                   | + 1.646               | + 141                | 62,8 %         |
| 12,5 | Bisamberg                 | + 36 %                   | 4.001     | + 124 %                  | + 1.029               | + 38                 | 58,6 %         |
| 11,0 | Langenzersdorf            | + 35 %                   | 7.261     | + 54 %                   | + 2.031               | - 158                | 68,1 %         |
| 10,0 | Vösendorf                 | + 32 %                   | 4.899     | + 44 %                   | + 1.454               | - 258                | 54,6 %         |
| 23,0 | Wolkersdorf               | + 22 %                   | 6.993     | + 35 %                   | + 1.319               | - 190                | 51,2 %         |
| 14,5 | Korneuburg                | + 21 %                   | 11.032    | + 40 %                   | + 2.188               | - 268                | 47,8 %         |
| 21,0 | Pressbaum                 | + 19 %                   | 5.834     | + 33 %                   | + 1.712               | - 777                | 57,4 %         |
| 14,5 | Brunn am Gebirge          | + 18 %                   | 9.422     | + 60 %                   | + 1.714               | - 267                | 48,1 %         |
| 16,5 | Kaltenleutgeben           | + 17 %                   | 2.998     | + 130 %                  | + 367                 | + 79                 | 57,9 %         |
| 14,5 | Himberg                   | + 9 %                    | 5.423     | + 40 %                   | + 1.048               | - 606                | 44,2 %         |
| 11,5 | Klosterneuburg            | + 8 %                    | 24.797    | + 6 %                    | + 5.955               | - 4.133              | 57,9 %         |
| 15,5 | Mödling                   | + 6 %                    | 20.405    | + 18 %                   | + 3.337               | - 2.208              | 40,5 %         |
| 15,0 | Wiener Neudorf            | + 6 %                    | 8.428     | + 217 %                  | - 164                 | + 659                | 38,8 %         |
| 13,0 | Perchtoldsdorf            | + 4 %                    | 13.998    | + 26 %                   | + 1.538               | - 991                | 57,5 %         |
| 11,0 | Schwechat                 | + 3 %                    | 15.456    | + 15 %                   | + 880                 | - 428                | 46,2 %         |
| 17,5 | Hinterbrühl               | + 1 %                    | 4.020     | + 25 %                   | + 451                 | - 420                | 42,2 %         |
| 15,0 | Maria Enzersdorf          | - 10 %                   | 8.202     | + 103 %                  | - 610                 | - 336                | 46,6 %         |

 Tabelforklaring:Afs. i km = Luftlinjeafstand til Wiens centrum i kilometer, Bef.-tilv. = Befolkningstilvækst, Føds.bal. = Fødselsbalance, Vandr.bal. = Vandringsbalance; Pendl. = Andel der pendler mod Wien af samlet antal beskæftigede

## Religion
Byen er hovedsæde for det romersk-katolske ærkestift Wien – ærkebiskop er kardinal Christoph Schönborn. Den romersk-katolske menighed er det største trossamfund i Wien, men taber dog til stadighed medlemmer. I dag tilhører kun 49 % den romersk-katolske kirke mod 82 % i 1961.
Den evangelsk-lutterske biskop af Østrig, der har sit sæde i Wien, er Herwig Sturm.
Præsidenten af det islamiske trossamfund i Østrig, Anas Schakfeh, har ligeledes sit sæde i Wien. I de sidste årtier har mange indvandrere bekendt sig til islam, der i mellemtiden er blevet det andenstørste trossamfund i landet. I Østrig har Islam været anerkendt trosretning siden 1912 (dengang tilhørte de muslimske bosnier Østrig-Ungarn).
Hoved for det israelitiske samfund i Wien er Ariel Muzicant, overrabiner er Paul Chaim Eisenberg. Den jødiske menighed i Wiens består af omkring 7.000 troende. Den eneste synagoge, der overlevede Krystalnatten er Stadttempelet i 1. bezirk.

Religionssammensætningen af Wiens bosatte befolkning er ifølge tal fra folketællingen 2001 sammensat på følgende måde.
| romersk-katolske:       | 49,2 % |
| uden bekendelse:        | 25,6 % |
| islamiske:              | 7,8 %  |
| ortodokse:              | 6,0 %  |
| evangeliske:            | 4,7 %  |
| jødiske:                | 0,5 %  |
| gammelkatolikker:       | 0,5 %  |
| øvrige og ikke angivne: | 5,7 %  |

## Fodnoter
1. ↑  Quality of Life Survey, Mercer Human Resource Consulting